# Rennrodel-Weltmeisterschaften 1989
Die Rennrodel-Weltmeisterschaften 1989 fanden vom 10. bis 12. Februar 1989 in Winterberg in Deutschland statt.

## Einsitzer der Frauen
| Platz | Land | Sportlerin          | Zeit     |
| ----- | ---- | ------------------- | -------- |
| 1     | GDR  | Susi Erdmann        | 1:22,371 |
| 2     | ITA  | Gerda Weißensteiner | 1:22,377 |
| 3     | GDR  | Ute Oberhoffner     | 1:22,562 |

Weitere Reihenfolge
| Platz | Sportlerin         | Land |
| ----- | ------------------ | ---- |
| 4     | Gabriele Kohlisch  | GDR  |
| 5     | Irina Kusakina     | SUN  |
| 6     | Julija Antipowa    | SUN  |
| 7     | Sylke Otto         | GDR  |
| 8     | Veronika Oberhuber | ITA  |
| 9     | Kerstin Langkopf   | FRG  |
| 10    | Cammy Myler        | USA  |
| 11    | Bianca Schneider   | FRG  |
| 12    | Margit Paar        | FRG  |
| 13    | Andrea Tagwerker   | AUT  |
| 14    | Doris Neuner       | AUT  |
| 15    | Cynthea White      | USA  |
| 16    | Bonny Warner       | USA  |
| 17    | Iluta Gaile        | SUN  |
| 18    | Angelika Neuner    | AUT  |
| 19    | Monika Greilinger  | FRG  |
| 20    | Mária Jasenčáková  | CSK  |
| 21    | Petra Matechová    | CSK  |
| 22    | Kathy Salmon       | CAN  |
| 23    | Regina Tomera      | POL  |
| 24    | Anne Abernathy     | ISV  |
| 25    | Kim Ingram         | CAN  |
| 26    | Leah Wood          | CAN  |
| 27    | Laurence Bonici    | FRA  |
| 28    | Beata Szarejko     | POL  |
| 29    | Annabel Nash       | GBR  |
| 30    | Albena Sdrawkowa   | BGR  |
| 31    | Marzena Dudek      | POL  |
| 32    | Ljubka Filipowa    | BGR  |
| 33    | Esther Groen       | NLD  |

## Einsitzer der Männer
| Platz | Land | Sportler          | Zeit     |
| ----- | ---- | ----------------- | -------- |
| 1     | FRG  | Georg Hackl       | 1:42,464 |
| 2     | GDR  | Jens Müller       | 1:42,625 |
| 3     | FRG  | Johannes Schettel | 1:42,910 |

Weitere Reihenfolge
| Platz | Sportler               | Land |
| ----- | ---------------------- | ---- |
| 4     | Norbert Huber          | ITA  |
| 5     | René Friedl            | GDR  |
| 6     | Gerhard Plankensteiner | ITA  |
| 7     | Markus Prock           | AUT  |
| 8     | Sergei Danilin         | SUN  |
| 9     | Thomas Jacob           | GDR  |
| 10    | Juri Chartschenko      | SUN  |
| 11    | Duncan Kennedy         | USA  |
| 12    | Arnold Huber           | ITA  |
| 13    | Max Burkhartswieser    | FRG  |
| 14    | Otto Mayregger         | AUT  |
| 15    | Helmut Niemann         | FRG  |
| 16    | Wilfried Huber         | ITA  |
| 17    | Tim Wiley              | USA  |
| 18    | Oleg Gorelow           | SUN  |
| 19    | Peter Beck             | LIE  |
| 20    | Manfred Heimzelmaier   | AUT  |
| 21    | Markus Schmidt         | AUT  |
| 22    | Pablo García Muñoz     | ESP  |
| 23    | Kazuhiko Takamatsu     | JPN  |
| 24    | Daniel Ray             | USA  |
| 25    | Toru Ito               | JPN  |
| 26    | Mikael Holm            | SWE  |
| 27    | Brian Onushko          | CAN  |
| 28    | Jozef Škvarek          | CSK  |
| 29    | Wendel Suckow          | USA  |
| 30    | Hans Kohala            | SWE  |
| 31    | Yves Boyer             | FRA  |
| 32    | Stuart Knowles         | GBR  |
| 33    | Jiri Kraus             | CSK  |
| 34    | Jan Bakala             | CSK  |
| 35    | Tommy Brissman         | SWE  |
| 36    | Geoff Balme            | NZL  |
| 37    | Suad Karajica          | YUG  |
| 38    | Senad Omanović         | YUG  |
| 39    | Harry Salmon           | CAN  |
| 40    | Lesław Poręba          | POL  |
| 41    | Stefan Andersson       | SWE  |
| 42    | Simon Payne            | BMU  |
| 43    | Kyle Heikkila          | ISV  |
| 44    | Iwan Karatscholow      | BGR  |
| 45    | Panajot Andolow        | BGR  |
| 46    | Jens Schenke           | GDR  |
| 47    | Peter van der Zeile    | LKA  |
| 48    | David Bloemink         | NLD  |
| 49    | Rolf Wildrink          | NLD  |
| DNF   | Harington Telford      | CAN  |
| DNF   | Boguslaw Lipinski      | POL  |
| DNF   | Phillip Balme          | NZL  |

## Doppelsitzer der Männer
| Platz | Land | Sportler                       | Zeit     |
| ----- | ---- | ------------------------------ | -------- |
| 1     | GDR  | Stefan Krauße, Jan Behrendt    | 1:22,452 |
| 2     | ITA  | Hansjörg Raffl, Norbert Huber  | 1:22,561 |
| 3     | GDR  | Jörg Hoffmann, Jochen Pietzsch | 1:22,633 |

Weitere Reihenfolge
| Platz | Sportler                              | Land |
| ----- | ------------------------------------- | ---- |
| 4     | Jewgeni Beloussow, Alexander Beljakow | SUN  |
| 5     | Thomas Schwab, Wolfgang Staudinger    | FRG  |
| 6     | Igor Utkin, Andrej Trussow            | SUN  |
| 7     | Norbert Rosenberger, Rudolf Grösswang | FRG  |
| 8     | Manfred Heinzelmaier, Herbert Studer  | AUT  |
| 9     | Joe Barile, Steven Maher              | USA  |
| 10    | Hans Kohala, Stefan Andersson         | SWE  |
| 11    | Tommy Brissman, Jonas Regnell         | SWE  |
| 12    | Robert Gasper, André Benoit           | CAN  |
| 13    | Jan Bakala, Jiri Kraus                | CSK  |
| DNF   | Garth Imeson, Rick Imeson             | CAN  |
| DNF   | Stefan Ilsanker, Georg Hackl          | FRG  |
| DNF   | Kurt Brugger, Wilfried Huber          | ITA  |
| DNF   | Panajot Andelow, Iwan Karatscholow    | BGR  |

## Teamwettbewerb
Im erstmals ausgetragenen Mannschaftswettbewerb wurden die Platzierungen in Punkte umgerechnet. Es durften maximal je zwei Einsitzer und ein Doppel starten. Durch die Umrechnung in Punkte konnten auch "unvollständig" angetretene Mannschaften gewertet werden.
| Platz | Land | Sportler                                                                                                 | Punkte |
| ----- | ---- | --- | ------ |
| 1     | ITA  | Norbert Huber Gerhard Plankensteiner Gerda Weißensteiner Veronika Oberhuber Hansjörg Raffl Norbert Huber | 134    |
| 2     | GDR  | Jens Müller René Friedl Susi Erdmann Ute Oberhoffner Stefan Krauße Jan Behrendt                          | 133    |
| 3     | URS  | Sergej Danilin Juri Chartschenko Julija Antipowa Irina Kussakina Jewgeni Beloussow Alexander Beljakow    | 125    |

Weitere Reihenfolge
| Platz | Land             |
| ----- | ---------------- |
| 4     | BR Deutschland   |
| 5     | Österreich       |
| 6     | USA              |
| 7     | Tschechoslowakei |
| 8     | Kanada           |
| 9     | Bulgarien        |
| 10    | Japan            |
| 11    | Polen            |
| 12    | Schweden         |
| 13    | Frankreich       |
| 14    | Großbritannien   |
| 15    | Spanien          |
|       | Jungferninseln   |
| 17    | Neuseeland       |
| 18    | Jugoslawien      |
| 19    | Niederlande      |
| 20    | Bermuda          |
|       | Liechtenstein    |
|       | Sri Lanka        |

## Medaillenspiegel
| Platz | Land                            | Gold | Silber | Bronze | Gesamt |
| ----- | ------------------------------- | ---- | ------ | ------ | ------ |
| 1     | Deutsche Demokratische Republik | 2    | 2      | 2      | 6      |
| 2     | Italien                         | 1    | 2      | 0      | 3      |
| 3     | BR Deutschland                  | 1    | 0      | 1      | 2      |
| 4     | Sowjetunion                     | 0    | 0      | 1      | 1      |